# Bernardo de Arás

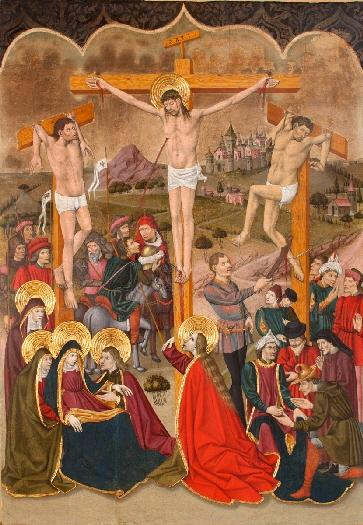
Calvario, temple sobre tabla, 165,5 x 115 cm, Museo de Huesca.

Bernardo de Arás (f. 1433-1472), identificado con el Maestro de Pompién, fue un pintor gótico activo en Aragón.

## Biografía
Seguidor, aunque lo fuese indirectamente, del círculo aragonés de Jaume Huguet, y profesionalmente relacionado con Bonanat Zaortiga y Pedro de Zuera, se le encuentra bien documentado desde 1433, cuando tenía fijada su residencia en Zaragoza, hasta 1472, año de sus segundas nupcias. Establecido en Huesca en torno a 1449, contrató un retablo para Tardienta junto con Pedro de Zuera, quien todavía le mencionaba como deudor en su testamento, fechado en 1469. Se tienen noticias documentales de diversos retablos, todos ellos perdidos, pintados para Barbastro, Apiés y Embún, cuyo retablo de San Miguel se le pondrá como modelo para el de Ayera, que contrató en 1466, año en que también se comprometió a pintar un retablo de San Martín y San Miguel para la iglesia de San Martín de Huesca. El documentado retablo de Pompién, dedicado a la Virgen con el Niño, san Juan Bautista y san Sebastián, pudo ser estudiado y fotografiado antes de su destrucción en 1936, además de conservarse las trazas del mismo al dorso del acuerdo de capitulación firmado en 1461.
Chandler R. Post, antes de localizarse la documentación que permitiría asignar a Bernardo de Arás el retablo de Pompién, atribuyó su ejecución a un Maestro de Pompién con quien relacionó también dos tablas del Museo de Huesca procedentes de un retablo del antiguo hospital oscense de Nuestra Señora de la Esperanza, en las que se encuentran representados San Vicente mártir y el Calvario. Características del pintor, presentes en estas dos obras, serían cierto naturalismo y habilidad en la creación del espacio, visible sobre todo en el Calvario, compatible con la abundancia de oros y el desmesurado tamaño de las figuras en relación con el tamaño de sus cabezas, dramáticamente empequeñecidas.